# Zangboïta
La zangboïta és un mineral de la classe dels elements natius. Rep el seu nom del riu Yarlong Zangbo, el qual passa a prop de la seva localitat tipus.

## Característiques
La zangboïta és un silicur de fórmula química TiFeSi₂, que va ser aprovat per l'Associació Mineralògica Internacional l'any 2007. Cristal·litza en el sistema ortoròmbic, formant grans i cristalls tabulars, generalment entre 0,002 i 0,15 mil·límetres. La seva duresa a l'escala de Mohs és 5,5.
Segons la classificació de Nickel-Strunz, la zangboïta pertany a «01.BB - Silicurs» juntament amb els següents minerals: suessita, mavlyanovita, perryita, fersilicita, naquita, ferdisilicita, linzhiïta, luobusaïta, gupeiïta, hapkeïta i xifengita.

## Formació i jaciments
El mineral va ser separat dels components pesats i minerals derivats d'una mostra de 1.500 kg de cromitites allotjades en harzburgita ofiolítica. Va ser descobert a la mina Orebody 31, al comtat de Qusum, a la Prefectura de Shannan (Regió Autònoma del Tibet, República Popular de la Xina), l'únic indret on se n'ha trobat.